# بنی نصار
بنی نصار (به فرانسوی: Beni Ensar) یک منطقهٔ مسکونی در مراکش است که در استان الناظور واقع شده‌است. بنی نصار ۵۶٬۵۸۲ نفر جمعیت دارد و ۳۷ متر بالاتر از سطح دریا واقع شده‌است.